# Balduíno IV de Hainaut
Balduíno IV de Hainaut (1108 — 8 de novembro de 1171), foi conde de Hainaut.

## Biografia
Como ele era menor de idade no momento da morte de seu pai, a regência foi assumida por sua mãe, Iolanda de Wassemberg, que governou o país com prudência e firmeza. Negociou o noivado de seu filho com  Adelaide de Namur , também conhecida como Alix de Namur, e protegendo os direitos e tratados deste para com o condado de Namur. Ela deixou seu governo filho em 1127.
Também conhecida como Balduíno "O construtor", facto que estará relacionado com a compra da propriedade de Ath em 1158 onde mandou construir Torre Burbant.
Balduíno deu a cidade de Braine-la-Willotte, actual cidade de Braine-le-Comte, ao capítulo de St. Valdetrudis em 1158. Em 1159, juntou aos seus territórios o senhorio de Chimay e em 1160, os senhorios de Valência e Ostrevent.

## Relações familiares
Foi filho de Balduíno III de Hainaut (1088 — 1120), conde de Hainaut e de Iolanda de Wassemberg (c. 1075 —?). Casou com de Adelaide de Namur (1112 — 1168), filha de Gerardo I de Wassenberg (? — 8 de março de 1129) e de Clemência da Aquitânia de quem teve:
1. Balduíno V de Hainaut, conde de Hainaut "O Corajoso" (1150 — Mons 17 de Dezembro de 1195) casou com Marguarida I da Flandres, condessa da Flandres.
2. Balduíno de Hainaut (1134 —?).
3. Florence de Hainaut (1150 — 1181) casou com Buchard V de Montmorency.
4. Godofred, conde de Ostervant (1147 — 1163) casado com Leonor de Vermandois.
5. Henrique, senhor de Sebourg, casou com Joanna de Peteghem.
6. Eustach de Hainaut.
7. Iolanda de Hainaut (1179 — 1205) casou com Hugues IV, conde de Saint Pol.
8. Laurette de Hainaut (1150 — 1181) casou a 1ª vez com Dietrich de Aalst e a 2ª vez com Buchard V de Montmorency.
9. Inês de Hainaut casou com Raul I de Coucy, Senhor de Coucy e de Marle.

Fora do Casamento teve:
1. Gerhard, que foi chanceler da Flandres.
2. Guilherme de Werchin, regente de Hainaut casou com Hawit de Saint-Saulve.